# Roldeney de Oliveira
Roldeney Fernandes de Oliveira (* 4. Juli 2000) ist ein são-toméischer Judoka.

## Sport
Oliveira trat bei den Olympischen Sommerspielen 2024 in Paris im Leichtgewicht an, wo er in der ersten Runde gegen Igor Wandtke ausschied.
Er nahm auch am Grand Prix von Portugal 2024, den Afrikaspielen 2023 in Accra und den Afrikameisterschaften 2023 und 2024, sowie dem Abu Dhabi Grand Slam 2023 teil.
Er lebt in Covilhã, Portugal.